# Clathria hispidula
Clathria hispidula är en svampdjursart som först beskrevs av Ridley 1884.  Clathria hispidula ingår i släktet Clathria och familjen Microcionidae. Inga underarter finns listade i Catalogue of Life.